# Pietro Silvio Rivetta
(Pietro Silvio Rivetta)
Pietro Silvio Rivetta di Solonghello, noto anche con lo pseudonimo di Toddi (Roma, 8 luglio 1886 – Roma, 1º luglio 1952), è stato un giornalista, scrittore, illustratore e cineasta italiano.

## Biografia
Membro di una famiglia aristocratica di conti originari di Solonghello, nel Basso Monferrato, nacque da Vittorio e Chiara De Blasio. Compagno di classe del critico teatrale Silvio D'Amico il conte Rivetta si laureò in Giurisprudenza ed esordì come giornalista al quotidiano romano La Tribuna nel 1906.
Nel 1910 trovò impiego all'ambasciata italiana a Tokyo. Tornato in Italia, nel 1913 collaborò a L'Epoca, e successivamente collaborò a Noi e il mondo e a La Tribuna illustrata. Poliglotta, il Rivetta conosceva ben 14 lingue, tra cui il cinese e il giapponese. Appassionato della cultura orientale, ottenne la cattedra di docente di lingua e cultura giapponese e cinese presso il Regio Istituto Universitario Orientale di Napoli. Pubblicò inoltre numerosi volumi riguardanti la cultura, la grammatica e la storia del paese nipponico.
Personalità poliedrica, Rivetta si cimentò nel cinema, con la direzione del film Il castello dalle cinquantasette lampade (1920) e in seguito con la creazione a Roma della casa di produzione Selecta-Toddi nel 1922, dove fu principale regista e soggettista con lo pseudonimo Toddi, affiancato da sua moglie, la vignettista russa Vera D'Angara (Д’Ангара, Вера Михайловна, ru-wiki), «prima attrice» e anch'ella soggettista della casa. Attiva per poco più di un anno, la Selecta-Toddi produsse complessivamente 12 pellicole, come "L'amore e il codicillo", "Fu così che..." e "Italia, paese di briganti?". Tra gli attori che lavorarono nella casa vi furono Diomira Jacobini, Giuseppe Pierozzi, Mario Parpagnoli, Renato Malavasi e altri.
Nel 1926 fu nominato reggente consolare in Giappone. Nel 1927 passò a Il Tevere, nel 1929 fu direttore della rivista satirica Il travaso delle idee e in seguitò collaborò con Il Popolo di Roma.
Nel corso degli anni trenta collaborò all'EIAR, e alla radio Rivetta ideò, e condusse le prime sei puntate di un programma radiofonico, L'ora del dilettante, le cui trasmissioni partirono il 19 marzo 1939 dall'auditorio di Torino e che fu uno dei più popolari del periodo antecedente alla seconda guerra mondiale. In precedenza Rivetta aveva ideato e condotto, insieme ad Achille Campanile, un altro programma radiofonico dal titolo Il mondo per traverso, ove narrava al pubblico le curiosità incontrate durante i suoi numerosi viaggi all'estero.
Nel 1940 il film Validità giorni dieci diretto da Camillo Mastrocinque, il cui soggetto era tratto dall'omonimo romanzo di Rivetta, ottenne un discreto successo di pubblico e di critica.
Nel 1941 fu direttore della rivista mensile italo-giapponese Yamato, organo della Società degli amici del Giappone fondata nel medesimo anno.
Sempre agli inizi degli anni quaranta, istituì a Roma la “Scuola del Benessere Integrale”, fondata sul principio del minimo sforzo e del massimo rendimento. Rivetta infatti fu tra i padri della demodoxalogia. Al termine della guerra fu docente alla Facoltà di Giurisprudenza dell'Università di Roma.
Scrittore molto fecondo e attivo fino ai primi anni del dopoguerra, Rivetta pubblicò numerosi volumi, inerenti per la maggior parte alla storia e cultura giapponese, ma anche manuali linguistici e divertenti libri in cui "giocava" con le regole grammaticali della lingua italiana, e altri scritti in varie lingue.

## Opere (parziale)

### Saggistica
- Il teatro al Giappone - Milano (1904)
- Chronologia Japonica - Firenze, Società Asiatica Italiana (1906)
- Shinto: la religione nazionale dei giapponesi - Roma, Società Editrice Laziale (1908)
- Una dinastia che crolla - Milano (1912)
- Un conciliabolo di scienze. Il I Congresso Internazionale di Fonetica in Amburgo - Roma, Noi e il Mondo (1914)
- La guerra europea e il Giappone - Roma, Scotti (1915)
- Rettangolo-Film (25x19) - Articolo apparso sulla rivista "In penombra" (Anno I n. 3, pp. 121–123, 25 agosto 1918; con lo pseudon. E. Toddi)[5]
- Storia del Giappone, dalle origini ai giorni nostri secondo le fonti indigene - Roma, Ausonia (1920)
- La pittura moderna Giapponese - Roma, Istituto Nazionale LUCE (1930)
- Momotaro - Fiabe giapponesi come sono narrate ai bimbi del Giappone - Milano, Hoepli (1940)
- Il paese dell'eroica felicità. Usi e costumi giapponesi - Milano, Hoepli (1941)
- Il benessere integrale (Alimentazione economica e redditizia. L'arte di respirare, Grafoterapia, Tecnica della Felicità) - Roma, De Carlo (1946)
- Geometria della realtà e inesistenza della morte. Manuale teorico-pratico per la serenità in questa vita e nell'altra - Roma, De Carlo (1947)

### Linguistica e didattica
- Rudimenti di Cinese - Napoli, Regio Istituto Orientale (1910)
- Katakana, testi ed esercizi - Napoli, Regio Istituto Orientale (1911)
- Hiragana, testi ed esercizi - Napoli, Regio Istituto Orientale (1911)
- Grammatica della lingua giapponese parlata - Venezia, Ferrari (1911)
- Come parlano le trincee - Milano (1918)
- I cartelli indicatori... nei libri dei popoli - Milano (1919)
- Metodo rapido e ortodosso per imparare il Mah Jongg - Roma, La Tribuna (1924; con lo pseudon. Toddi)
- Guida per la versione automatica dalla lingua latina - Firenze, Bemporad (1931)
- Avventure e disavventure delle parole. Bizzarrie e curiosità linguistiche, Milano, Ceschina, 1936
- Guida per la lingua francese viva, parlata e scritta - Milano, Ceschina (1936)
- Preferite i prodotti nazionali: curiosità linguistiche stravaganti e sagge - Milano, Ceschina (1938)
- Che bella lingua, il Greco ! - Milano, Hoepli (1940; con lo pseudon. Toddi)
- I numeri, questi simpaticoni - Milano, Hoepli (1940; con lo pseudon. Toddi)
- Il centauro maltese. Mostruosità linguistiche nell'isola dei Cavalieri - Milano, Ceschina (1940)
- Giro d'Italia in cerca della buona lingua - Milano, Hoepli (1941)
- Kanji ye no dai ippo: ideogrammi per il I Corso di giapponese - Roma, ediz. eliografica, Istituto per il Medio ed Estremo Oriente (1943)
- Nippongo gaikan; Tavole sinottiche della lingua nipponica - Roma, ediz. eliografica, Istituto per il Medio ed Estremo Oriente (1943)
- Nihongo no Tebiki - Avviamento facile alla difficile lingua giapponese parlata e scritta - Milano, Hoepli (1943)
- Grammatica rivoluzionaria e ragionata della lingua italiana e di orientamento per lo studio delle lingue straniere - Roma, De Carlo (1946)
- L'anima delle lingue - Firenze, Le Lingue Estere (1950)
- L'alfabeto parla di sé - Roma, Ave (1951)
- Bussola inglese d'orientamento linguistico e culturale - Firenze, Valmartina (1951)

### Narrativa
- Il carciofo bisestile. Manuale per nascere felici - Roma, Tiber (1928; con lo pseudon. Toddi)
- Apri la bocca e chiudi gli occhi - 20 dosi di buon senso per la cura del buon sangue (con nove intermezzi) - Bologna, Cappelli (1931; con lo pseudon. Toddi)
- Validità giorni dieci - Roma, Sapientia (1931; con lo pseudon. Toddi)
- La felicità col manico - Seconda edizione riveduta ed ampliata del "Carciofo Bisestile" - Milano, Ceschina (1933; con lo pseudon. Toddi)
- Zero in amore - Milano, Ceschina (1933; con lo pseudon. Toddi)
- Il destino in pantofole - Milano, Ceschina (1934; con lo pseudon. Toddi)
- Il sorriso dietro la porta. Psicologia casalinga - Milano, Ceschina (1934; con lo pseudon. Toddi)
- Itinerari bizzarri: curiosità italiche - Milano, Ceschina (1934)
- Synetikon marca Toddi - Mastice per il buonumore familiare - Milano, Ceschina (1935; con lo pseudon. Toddi)
- La patria dei punti cardinali - nuova serie di "Itinerari bizzarri" - Milano, Ceschina (1935)
- Dove le ragazze non possono dir di no - e altri itinerari bizzarri - Milano, Ceschina (1936; con lo pseudon. Toddi)
- E tu no! - Milano, Ceschina (1937)
- I 15 ministeri visti da un non-funzionario - Roma, Cremonese (1940; con lo pseudon. Toddi)
- Il viaggio di nozze di Re Alboino (Viaggiatori e interviste fuori tempo) - Milano, Ceschina (1941; con lo pseudon. Toddi)

## Filmografia
- Il castello dalle cinquantasette lampade (1920)
- L'isola scomparsa (1921)
- Al confine della morte (1922)
- Fu così che... (1922)
- Il miracolo dell'amore (1922)
- Le due strade (1922)
- Dva sagapà para (1923)
- Italia, paese di briganti? (1923)
- L'amore e il codicillo (1923)
- La crisi degli alloggi (1923)
- Per salvare il porcellino (1923)
- Il suocero di se stesso (1923)
- Tocca prima a Teresa (1923)
- Una tazza di thè (1923)
- Validità giorni dieci, regia di Camillo Mastrocinque (1940)